# Evetke
Az Evetke újabb keletű névadás a mókus jelentésű evet, evetke székely tájszóból.

## Gyakorisága
Az 1990-es években szórványos név, a 2000-es években nem szerepel a 100 leggyakoribb női név között.

## Névnapok
- május 6.[2]

## Híres Evetkék
- Nagy Natália "Evettke" nevű karaktere, a Bessenyő család élete c. L’art pour l’art Társulat produkcióból. A hosszú "tt"-s írásmód szójátékként a karakter kövérségére utal.